# هاینریش اوتو ویلند
هاینریش اوتو ویلند (به آلمانی: Heinrich Otto Wieland) ‏(۴ ژوئن ۱۸۷۷ – ۵ اوت ۱۹۵۷) شیمیدان آلمانی بود.او در سال ۱۹۲۷ جایزه نوبل شیمی را برای مطالعه درباره ساخت اسیدهای صفراوی دریافت کرد.
در سال ۱۹۰۱ دکترای خود را از دانشگاه مونیخ دریافت کرد و سپس تحصیل در دانشگاه را آغاز نمود او از سال ۱۹۱۳ تا ۱۹۲۱، استاد دانشگاه فنی مونیخ بود.او سپس به دانشگاه فرایبورگ رفت.در آنجا تحقیقات به روی اسیدهای صفراوی را شروع کرد.